# Ореокастро
Ореокастро (грец. Ωραιόκαστρο) — муніципалітет у Греції в номі Салоніки, периферія Центральна Македонія.